# Tous les matins du monde
Pour les articles homonymes, voir Tous les matins du monde (homonymie).
Tous les matins du monde est un roman écrit par Pascal Quignard et paru en 1991. Dans cette biographie imaginaire d'un musicien historique réel du XVIIe siècle, Jean de Sainte-Colombe — et de son élève Marin Marais davantage connu que lui — la peinture occupe une place capitale, ainsi que la musique de la basse de viole, très prisée pendant le « Grand Siècle ». Ce roman a été adapté la même année au cinéma sous le même titre par Alain Corneau.

## Inspiration

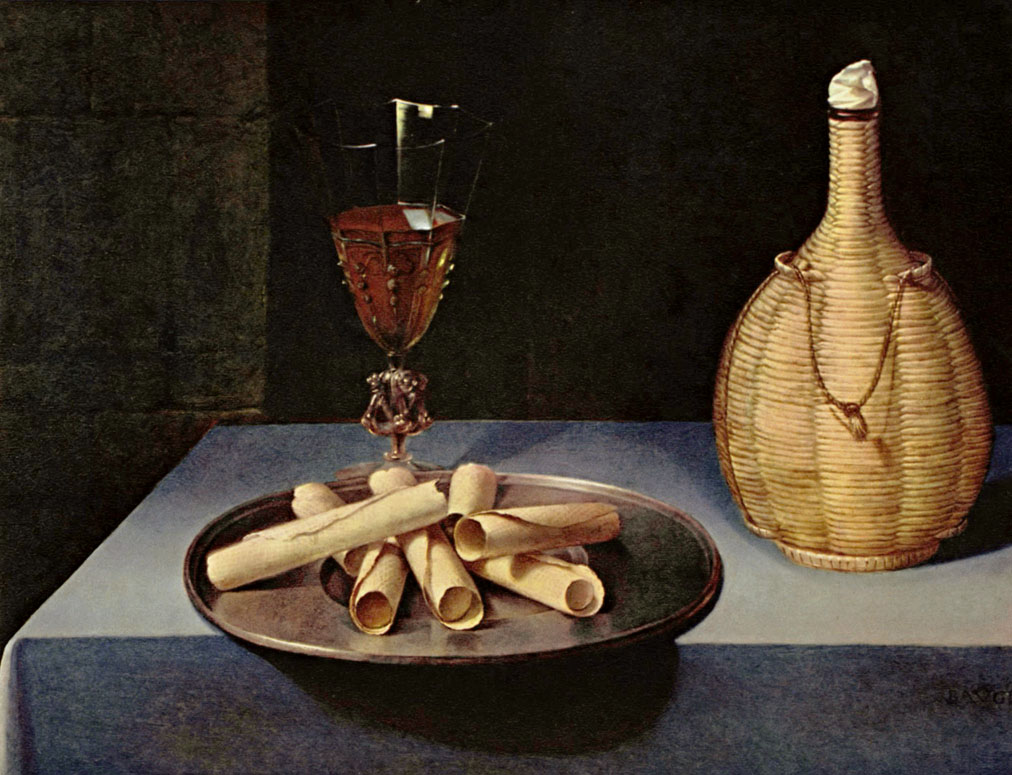
Pascal Quignard noue son intrigue autour d'une nature morte, Le Dessert de gaufrettes de Lubin Baugin.

Le roman-scénario de Pascal Quignard est largement inspiré de son livre La Leçon de musique (essai paru en 1987). On y retrouve les obsessions de l'auteur, des idées évoquées dans cette précédente œuvre, mais aussi quelques faits véridiques concernant Marin Marais, violiste à la cour de Louis XIV.

Le point de départ a été le peu qui a été rapporté sur le maître de celui ci, Monsieur de Sainte Colombe, 

« [...] il prenoit le tems en été que Sainte Colombe étoit dans son jardin enfermé dans un petit cabinet de planches, qu'il avoit pratiqué sur les branches d'un Mûrier, afin d'y jouer plus tranquillement & plus délicieusement de la Viole. Marais se glissoit sous ce cabinet ; il y entendoit son Maître, & profitoit de quelques coups d'Archets particuliers que les Maîtres de l'Art aiment à se conserver [...] »

## Résumé
Au printemps 1650, Madame de Sainte Colombe meurt, laissant son mari seul avec leurs deux petites filles, Madeleine et Toinette. Afin d’accroître leurs revenus, Monsieur de Sainte Colombe donne des cours de viole de gambe. Il se plonge dans la musique pour oublier la mort de son épouse. Il travaille seul dans une cabane et perfectionne son instrument à tel point qu’il peut « imiter toutes les inflexions de la voix humaine ».
Monsieur de Sainte Colombe vit retiré du monde. Il ne parle pas, sauf à ses deux amis, Claude Lancelot et Lubin Baugin. C’est Guignotte, la cuisinière, qui s’occupe des deux fillettes. Lorsque Madeleine en atteint l’âge, Sainte Colombe lui apprend la viole, ce qui provoque la jalousie de sa petite sœur. Quelque temps plus tard, le père offre une viole à la plus jeune. Ils organisent alors des concerts à 3 violes qui connaissent un succès croissant. Leur succès est tel que le Roi lui-même souhaite les entendre. Ce dernier envoie le joueur de viole de sa Chambre, Monsieur [Gabriel] Caignet, pour inviter le musicien à la cour. Mais Sainte Colombe refuse et se présente lui-même comme un « sauvage » qui n’a pas sa place à la cour. Caignet insiste, sans succès, et rapporte la réponse au Roi. Mécontent de ce refus, le Roi renvoie Caignet, accompagné de l’abbé Mathieu, chez Sainte Colombe. L’abbé se montre dur : il dit au musicien que son don lui vient de Dieu et qu’il ne peut le cacher. Mais Sainte Colombe ne se laisse pas impressionner et répond avec force à l’abbé. Une dispute violente naît entre les deux hommes.  
Pendant plusieurs années, le père et ses deux filles connaissent la tranquillité et continuent leurs concerts, mais de manière plus discrète. Madeleine et Toinette deviennent des jeunes femmes. Une nuit, alors qu’il joue le morceau composé à la mort de son épouse, Sainte Colombe voit le fantôme de sa femme. Son épouse lui rend par la suite d’autres visites. Le musicien se croit d’abord fou, mais cela lui procure joie et apaisement. Il demande à son ami, le peintre Baugin, de faire un tableau de la table près de laquelle son épouse est apparue.  
Le jeune Marin Marais demande à Sainte Colombe qu’il le prenne comme élève. Après avoir été chassé d’une chorale parce que sa voix avait changé, il éprouve une grande honte et veut faire de la musique pour venger sa voix perdue. Sainte Colombe le traite avec rudesse, mais lui dit de revenir un mois plus tard. Troublé par la visite de Marais, Sainte Colombe voit à nouveau le fantôme de son épouse. Lorsque Marais revient, Sainte Colombe l’accepte comme élève et analyse sa manière de jouer : sa technique est bonne, mais ce n’est pas de la musique. Malgré la rudesse de l’hiver, maître et élève continuent les leçons. Un jour, alors que Sainte Colombe veut aller rendre visite à Baugin, en chemin, il fait à Marais un cours sur la musique et le vent. Tous deux arrivent dans l’atelier de Baugin. La leçon continue : Sainte Colombe lui fait écouter « le son que rend le pinceau ». Alors qu’ils reprennent la route, Sainte Colombe s’interroge sur les liens qui unissent la musique et le silence. Sainte Colombe est furieux car Marais a joué devant le Roi. De rage, il brise l’instrument de son élève, au plus grand désarroi de Marais, et le critique vivement avant de lui ordonner de partir. Madeleine console Marais, elle lui promet de lui enseigner tout ce qu’elle sait. L’été 1676, Marais est engagé comme « musicien du roi ». 
Marais vient souvent chez Sainte Colombe, en cachette, pour l'écouter jouer. Un jour, il éternue et révèle ainsi sa présence ; il doit cesser de venir. Il devient amant de Madeleine. Mais après une aventure avec la cadette, il doit rompre avec elle. Plus tard, Madeleine se suicidera. Le roman s'achève sur la dernière leçon enfin donnée à Marais par Sainte Colombe, avant sa mort.

## Adaptation cinématographique
En adaptant le roman au cinématographe, Alain Corneau supprimera tous les aspects politiques de l'œuvre, tels que la destruction de l'abbaye de Port-Royal, pour se consacrer uniquement à sa demande initiale, la musique.
Le scénario se distingue du livre par son début et sa fin, où Marin Marais confesse l'égoïsme de son attitude passée aux côtés de son maître, Monsieur de Sainte Colombe. Le film est un flash back en voix off alors que le roman est une biographie, fictive, qui suit l'ordre chronologique depuis la mort de Madame de Sainte Colombe.
Pascal Quignard se réfère à Lubin Baugin, tandis qu'Alain Corneau se réfère à Georges de La Tour, peintre qui a inspiré Quignard dans de nombreux travaux et auquel il a consacré un essai.